# Gilmar Rinaldi
Gilmar Luís Rinaldi, noto solo come Gilmar o Gilmar Rinaldi (Erechim, 13 gennaio 1959), è un ex calciatore e procuratore sportivo brasiliano, di ruolo portiere. Campione del Mondo con la Nazionale brasiliana nel 1994.

## Carriera

### Club
Gilmar esordì nel 1978 con la maglia dell'Internacional, con cui rimase fino al 1984. Nel 1985 passò al San Paolo, giocandovi fino al 1990. Trasferitosi al Flamengo, giocando 239 partite dal 1991 al 1994, si ritirò nel 1999 a 40 anni con la maglia del Cerezo Osaka, in Giappone.

### Nazionale
Conta 10 presenze in nazionale, con la quale ha vinto il campionato del mondo 1994.

### Dopo il ritiro
Attualmente è il procuratore di numerosi calciatori, e lo è stato di altrettanti, tra cui Juan (International), César (Ex Lazio e Inter) e Fábio Simplício (Vissel Coba).

## Palmarès

### Club

#### Competizioni statali
- Campionato Gaucho: 4

Internacional: 1981, 1982, 1983, 1984
- Campionato paulista: 3

San Paolo: 1985, 1987, 1989
- Campionato Carioca: 1

Flamengo: 1991

#### Comprtizioni nazionali
- Campionato brasiliano: 2

San Paolo: 1986
Flamengo: 1992

### Nazionale
- Argento olimpico: 1

Los Angeles 1984
- Campionato mondiale: 1

Stati Uniti 1994

### Individuale
- Bola de Prata: 2

1986, 1989